# ハダカホオズキ
ハダカホオズキ （裸酸漿、竜珠、学名：Tubocapsicum anomalum ）は、ナス科の草本。秋に真っ赤な実をぶら下げるようにつける。

## 特徴
全体に毛のない多年生の草本。地下には太い根がある。草丈は60-90cm、時に1mに達する。直立する茎はよく分枝し、全体に緑色。分枝はやや叉状。葉は互生し、卵状楕円形から卵形、膜質で軟らかく、先端と基部は細長く尖り、縁は滑らか。長さ5-22cmで葉柄は3-10cm、葉身の基部は細まって葉柄に続く。
花期は8-9月。葉は葉腋から1-2個、時に4個まで束になって生じ、長さ1.5-2.5cmの細い柄があって、垂れ下がって開花する。花は白から次第に淡黄色になる。萼は湾状で先端が切れたように平らになり、ほとんど裂けない。花冠は長さ5mm、径8mmほどで短い鐘状、基部はやや筒状になり、先端は5裂し、その裂片は反り返る。雄蘂は花筒とほぼ同じ長さで葯は長さ1mm。
液果は球形で径6-7mm、赤く熟する。萼は果実になるときに僅かに膨らむが、ホオズキ属のように果実を包むまで膨らむことはない。また花柄も先端がやや太くなる。種子は扁平で長さ約1.5mm。
果実がホオズキのように袋に包まれておらず、裸であることからこの名がある。

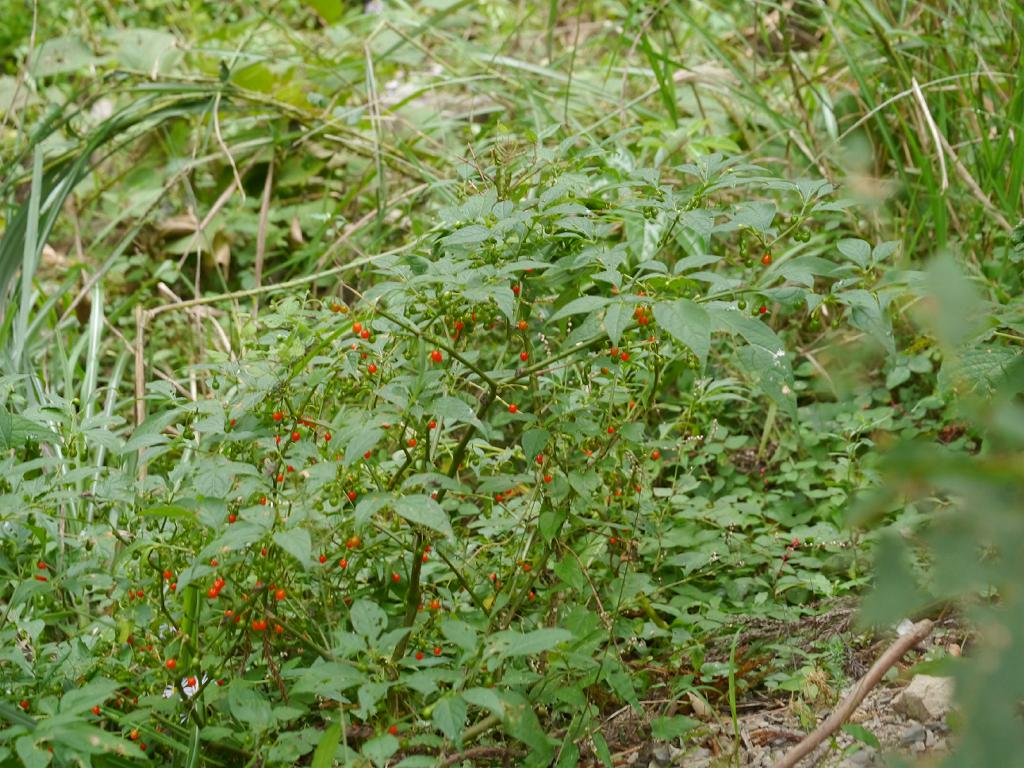
全草
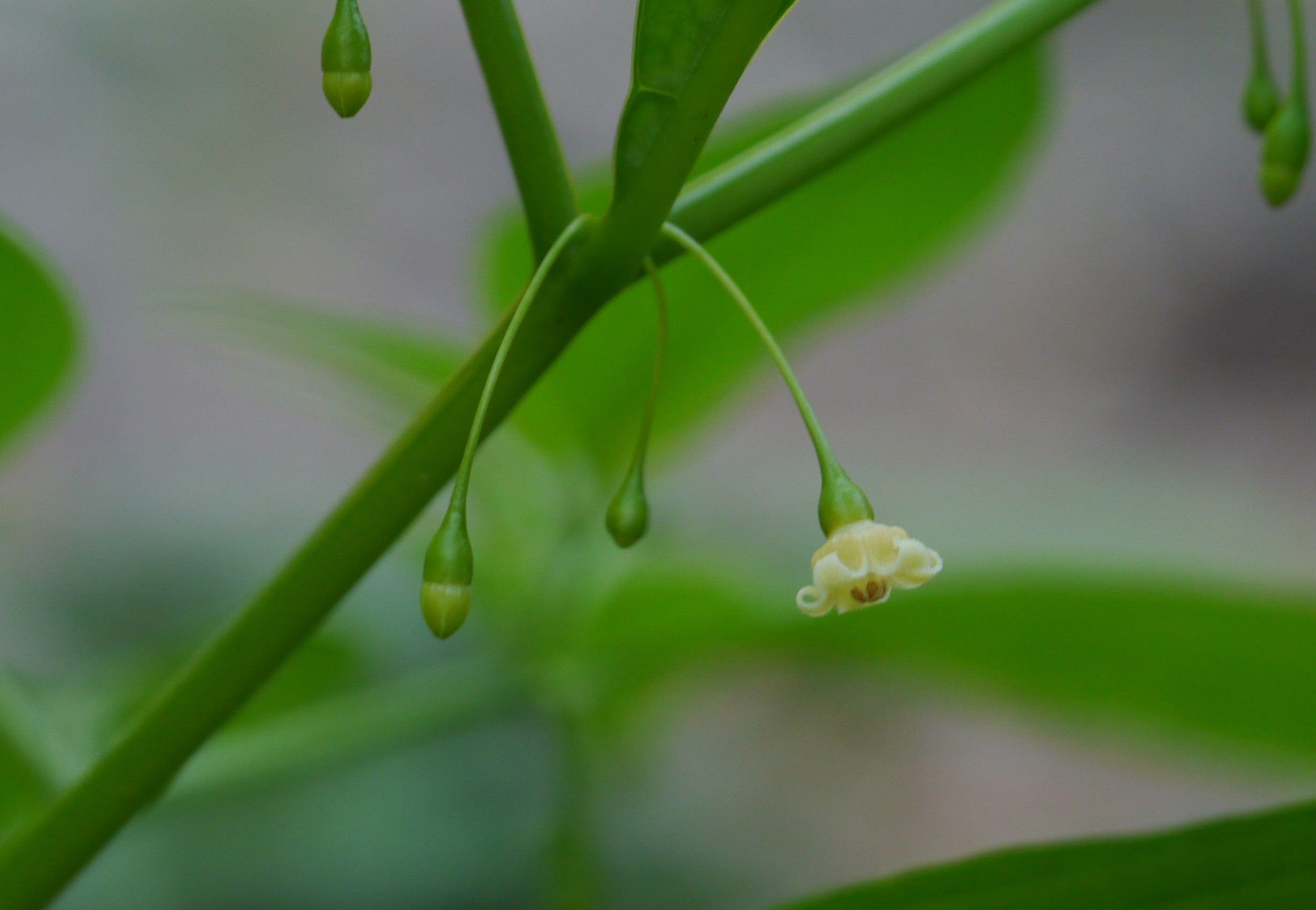
花
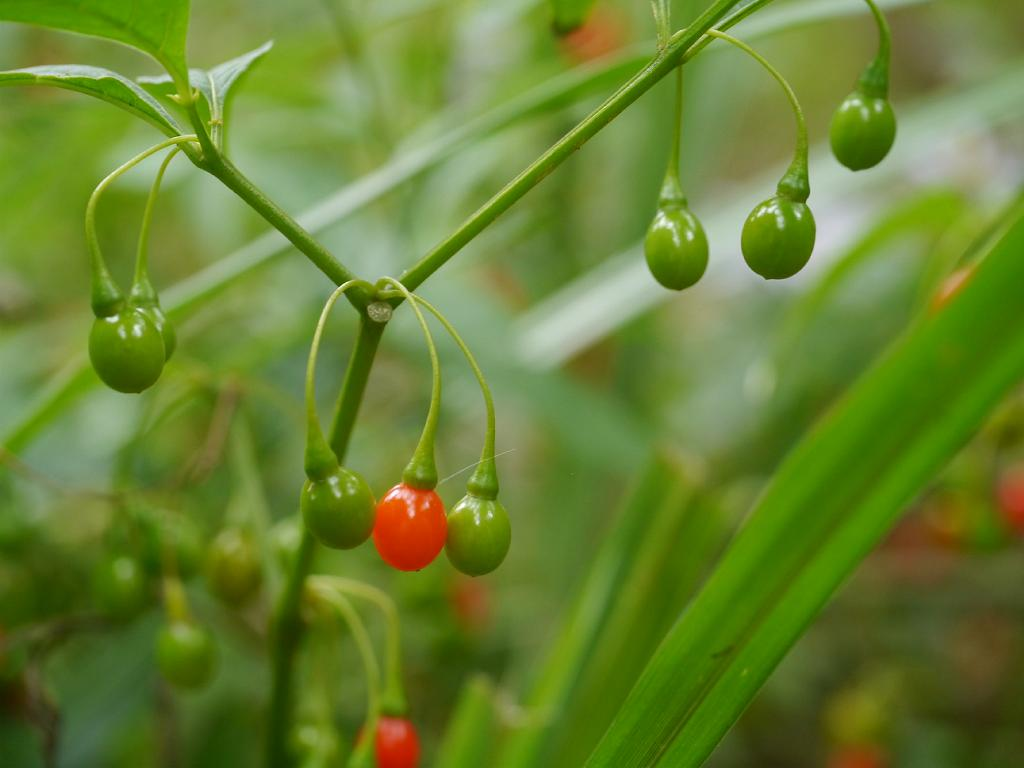
果実の様子

## 分布と生育環境
日本では本州、四国、九州、琉球列島および小笠原諸島に分布。ただし琉球列島では奄美大島、沖縄本島、石垣島、与那国島にのみ生育する。
世界的には東南アジアの熱帯、亜熱帯域に広く分布する。
やや湿り気のある林縁に生える。

## 分類など
ホオズキ属やイガホオズキ属などに似ているが、これらとは異なり果時に萼が果実を包まない。本属は長く本種1種のみの単形属とされてきたが、YListではムニンハダカホオズキ T. boninense を独立種として認めている。ただしこの判断は異論がある様子。
種内の変異としては変種として認められているものにマルバハダカホオズキ var. obtusum がある。基本変種とは葉が厚く、先端がやや丸みを帯びる点で区別され、四国、九州南部に産する。さらに北村他はこれが琉球と三宅島にも産し、海岸性であると書いている。ただし初島はこの変種について、海岸のものではこのような特徴が明らかだが内陸では葉質が薄いものがあり、また中間型もあって区別は困難な場合が多いことを記している。